# Ostník (rod)
Ostník (Ero) je rod pavouků z čeledi ostníkovitých (Mimetidae). Je rozšířen po celém světě. Specializuje se na lov jiných pavouků, především síťových. Existuje celkem 38 druhů, z toho 4 žijí i v České republice.

## Popis
Ostníci jsou poměrně malí pavouci. Velikost jejich těl kolísá od 1,8 mm (malí samečci ostníka Cambridgeova) až po 4,8 mm (velké samičky ostníka pavoukožravého). Podobají se snovačkám. Typické pro ně jsou prodloužené přední páry nohou, na nichž se nacházejí dlouhé prohnuté ostny. Samci mají makadla s drápkem. Na vrchní straně zadečku mívají řídký porost tlustých štětin a páry hrbolků (ty má výrazné především ostník šestiskvrnný a hrbolkový). Zadeček bývá často vyšší než delší. Zadeček ostníka pavoukožravého je téměř pravidelně kulatý. Ostníci si nestaví sítě, zřejmě proto došlo ke ztrátě těch snovacích žláz, jež produkují lepivou spirálu. Barva ostníků osciluje od krémové a rezavé, přes khaki až po tmavě hnědou a téměř černou.

## Rozšíření, biotop
Na světě bylo dosud popsáno 158 druhů z čeledi ostníkovitých, z nichž je 38 druhů rodu Ero. Čtyři z nich žijí v ČR. Nejběžnější je ostník pavoukožravý (Ero furcata), další jsou ostník Cambridgeův (Ero Cambridgei), ostník hrbolkový (Ero tuberculata) a ostník šestiskvrnný (Ero aphana). Jiní ostníci žijí v téměř celé palearktické oblasti, přičemž do dalších míst byli zavlečeni. Najdeme je tak například v Brazílii (Ero catharinae), na Pobřeží slonoviny (Ero eburnea), či v Bhútánu (Ero cachinnans). Biotop ostníků je velmi různorodý – keře, byliny, skalní stepi, vřesoviště, okraje lesů, parky, zahrady. Mají rádi spadanou vegetaci.

## Život
Ostníci jsou specialisté na lov jiných pavouků. Jsou aktivní většinou v noci, ve dne často někam zalezou. Jejich oblíbenou kořistí jsou různé druhy snovaček, ale napadají i křižáky, mety a další síťové pavouky. Většinou se pohybují poměrně pomalu. Je to zřejmě z toho důvodu, aby nevyplašili potenciální kořist a nevzbudili v ní agresivní jednání, což by se útočníkovi mohlo stát osudným. Ostník vleze na síť jiného pavouka a taháním za vlákna předstírá, že je lapená kořist anebo sameček snažící se o námluvy. Této metodě se říká agresivní mimikry. Po přiblížení oběti na krátkou vzdálenost rychle zaútočí a kousne kořist nejčastěji do nohy. Potom se stáhne a čeká až rychle účinkující jed pavouka ochromí. Následně ho vysaje skrz kousanec. Někdy napadá i pavouky mimo síť.
Samičky vyrábějí pro svá vajíčka zámotek z bílých jemných vláken obalených hnědo-žlutými (připomínají měděný drátek) vlákny. Má vejčitý či kapkovitý tvar, měří v průměru asi 4 mm a je připevněn vláknem dlouhým 1–2 cm k vegetaci. Tlustá vnější vrstva chrání kokon před dosahem kladélek parazitoidů jako jsou lumkové a hrabalky.

### Predace
Ostníci se mohou stát kořistí parazitických vos, kudlanek, ještěrek a štírů.

## Galerie

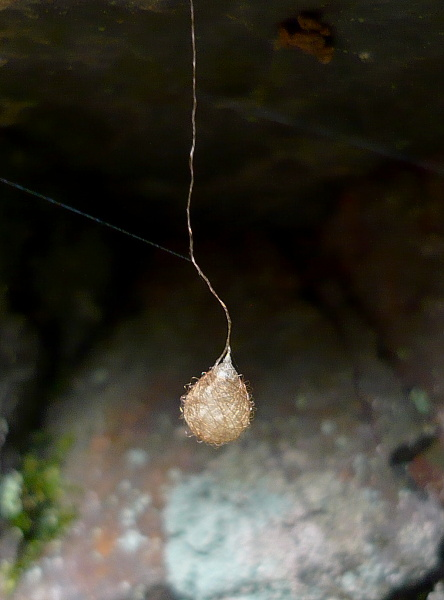
Kokon ostníka pavoukožravého.
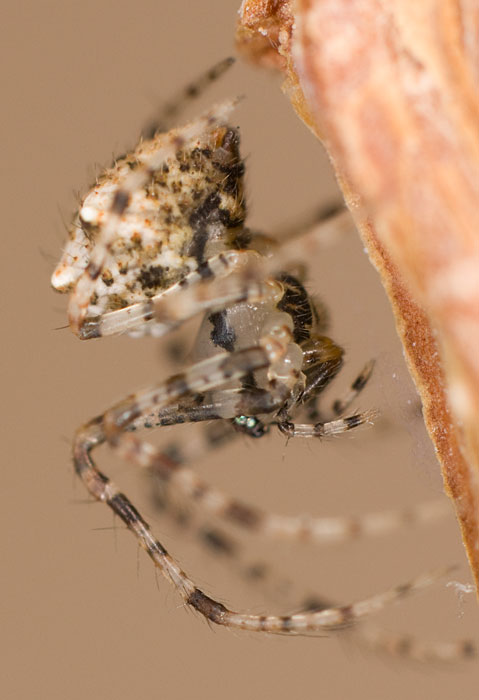
Samice ostníka šestiskvrnného.
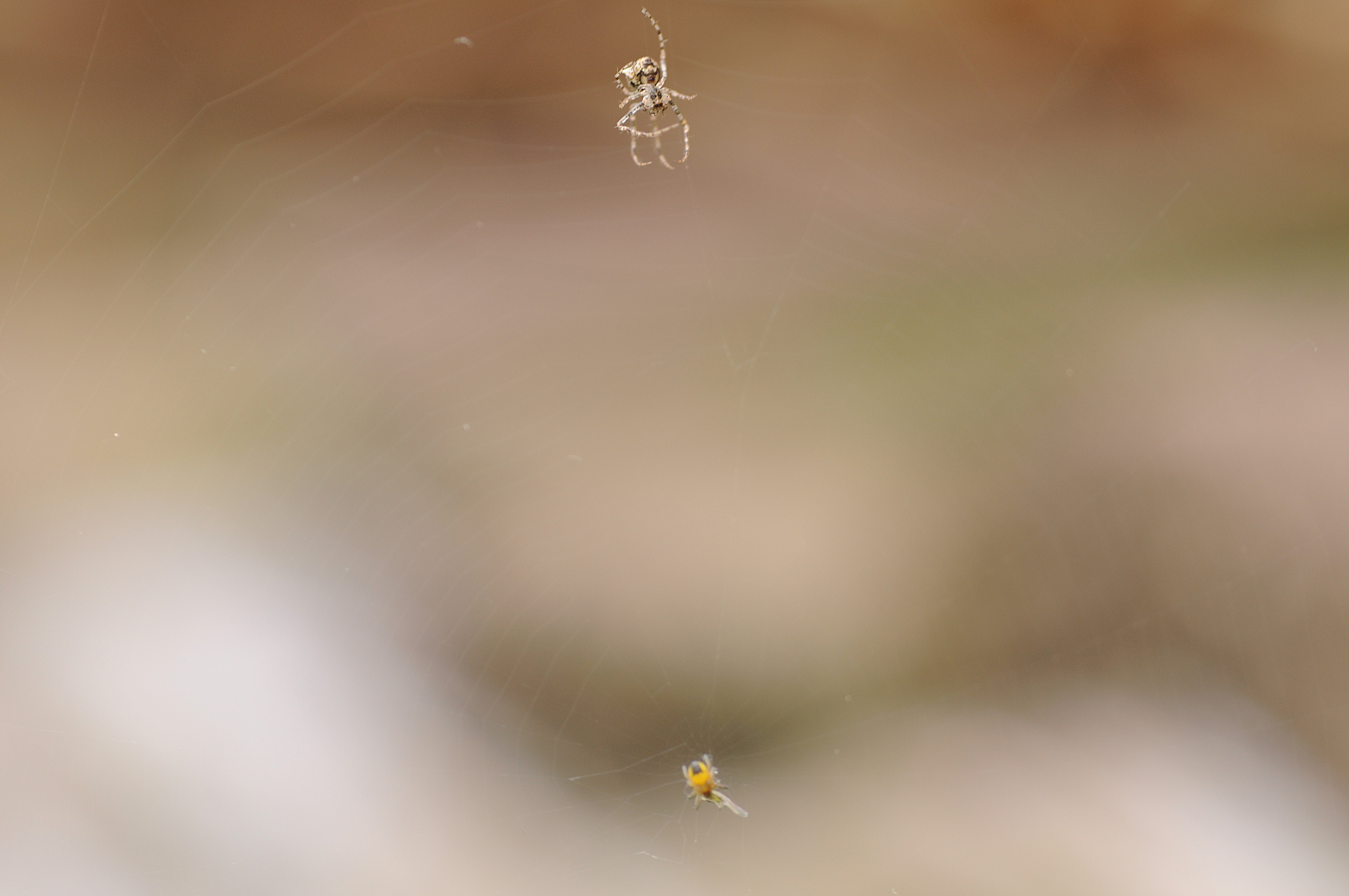
Ostník šestiskvrnný útočí na mladého křižáka (rod Araneus).
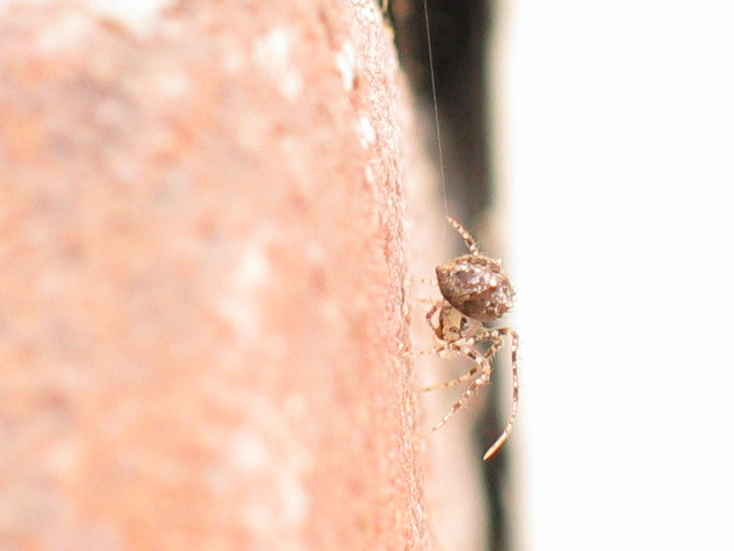
Ostník hrbolkový.